# Arrentières
Arrentières település Franciaországban, Aube megyében. Lakosainak száma 187 fő (2022. január 1.). Arrentières Ailleville, Bar-sur-Aube, Colombé-la-Fosse, Engente, Fresnay, Lévigny, Montier-en-l’Isle és Voigny községekkel határos.

## Népesség
A település népessége az elmúlt években az alábbi módon változott:
| Lakosok száma | 235  | 245  | 244  | 211  | 231  | 224  | 214  | 210  | 208  | 187  |
|               | 1968 | 1982 | 1990 | 2006 | 2013 | 2015 | 2017 | 2019 | 2020 | 2022 |